# Оболдуев, Георгий Николаевич
Гео́ргий Никола́евич Оболду́ев (1898—1954) — русский советский поэт, прозаик, переводчик.

## Биография
Родился 7 (19 мая) 1898 года в Москве. Выходец из семьи предводителя дворянства города Коврова. С раннего детства тонко чувствовал музыку и позже замечательно играл на фортепьяно. В 1916 году поступил на историко-филологический факультет Московского университета. С 1918 года служил в РККА, в Культурно-просветительных отделах. После демобилизации в 1921 году поступил в ВЛХИ имени В. Я. Брюсова, который окончил в 1924 году. Работал в различных издательствах. Отличался свободным поведением и суждениями без оглядки на власть. Все мемуаристы в один голос вспоминают, что Георгий Оболдуев был человеком чести. Он никогда не лгал, даже из вежливости. Тем не менее, ему удалось избежать репрессий в их наихудшем варианте.

Шестого июля 1927 года в Коктебеле, на поэтическом вечере в доме Волошина, Шенгели читает «Крысолова». Не своего ― цветаевского. Это было первое и до середины восьмидесятых единственное публичное исполнение этой вещи в Советском Союзе. Поступок рискованный. Достаточно сказать, что примерно в те же времена Георгий Оболдуев получил свой первый «ссыльный срок» именно за чтение в московском «узком кругу» стихотворений эмигрантки Цветаевой ― кто-то из присутствовавших проявил бдительность. Шенгели повезло ― среди его слушателей «доброжелателей» не оказалось.— Вадим Перельмутер. «Время крыс и крысоловов»
В декабре 1933 года был арестован по обвинению в антисоветской пропаганде и в 1934 году осуждён на 3 года высылки в Карелию. После ссылки жил за 101-м километром, в городах Малоярославец и Александров, потом в Куйбышеве. В 1943 году был мобилизован, воевал во фронтовой разведке. С 1945 года жил в Москве и в Голицыно.
Умер 27 августа 1954 года. Похоронен на Кобяковском кладбище.
Первая жена — Нина Фалалеевна Толстикова (1898—1992); вторая жена — поэтесса и переводчица Е. А. Благинина, автор воспоминаний о муже.

## Творчество
Стихи начал писать в возрасте 14—15 лет, но наиболее ранние сохранившиеся стихотворения датированы началом 1920-х гг. Посещал литературные «Никитинские субботники», был близок к группе поэтов-конструктивистов, а в 1929 г. вместе с Иваном Аксёновым, Иваном Пулькиным и другими создал Союз приблизительно равных, который иногда ставят в один ряд с ОБЭРИУ. В 1940-1950-х годах для заработка занимался переводами, работал в детской литературе, писал оперные либретто.
Существенную роль играют музыкальная тематика и метафорика, причём не только в стихах, посвящённых С. Прокофьеву, с которым поэт близко общался. Основной тон произведений Оболдуева выражает его безграничное отчаяние от окружающей бесчеловечности и враждебности всему духовному.
Я не томился, не страдал,

Не лез ни в Ленины, ни в Лессинги:

За то вот — и не умирал,

Как некоторые ровесники.

1933 г.
При жизни Георгия Оболдуева было опубликовано только одно его оригинальное стихотворение — в 1929 г. в журнале «Новый мир». Начиная с конца 1920-х годов любые публикации для Оболдуева были невозможны, как из-за новаторского характера его поэзии, так и из-за острокритического взгляда на советскую действительность.

При этом для меня остается загадкой, почему его <Георгия Оболдуева> своеобразные, однако — на фоне времени, когда до торжества нормативной цензуры было еще далековато, — не такие уж “оскорбительные” стихи 20-х годов не попадали в печать. Как бы злобно ни были встречены “Столбцы” соответствующей критикой, они ведь вышли-таки в свет и не закрыли Заболоцкому дорогу в печать ещё на несколько лет. Прорыв гения? Но Леонид Лавров, с кем сопоставляют Оболдуева, сумел выпустить в начале 30-х две поэтические книжки.— Ирина Роднянская, «На натянутом канате» (о поэзии Георгия Оболдуева)
В условиях тяжелейшего для поэзии и литературы время Георгию Оболдуеву удалось не только остаться в живых, но сформировать свою собственную поэтику, оставив после себя представительный поэтический архив. Среди близких по стилю и направлению предшественников Оболдуева обычно указывают Хлебникова, Маяковского, Пастернака, поэтов-конструктивистов (в частности, Сельвинского), также критики отмечают его близость обериутам. Сам Оболдуев, как написал в своих воспоминаниях литературовед Николай Яновский, не исключал возможности того, что через его поэзию можно будет совершенно иначе, по-новому прочесть наследие Маяковского.
После Великой Отечественной войны Оболдуев предлагал в журналы приемлемые для цензуры стихи и поэму «Я видел», но напечатаны они не были. В 1960—1970-х годах вдове Оболдуева Е. А. Благининой удалось опубликовать несколько его стихотворений; первая книга, «Устойчивое неравновесье», подготовленная А. Н. Терезиным (псевдоним Геннадия Айги), вышла в Германии в 1979 году. В СССР стихи Георгия Оболдуева начали широко печататься лишь в 1988 году.

## Книги
- Устойчивое неравновесье: Стихи 1923—1949. — Мюнхен, 1979. — 174 с.
- Устойчивое неравновесие: Стихи. — М.: Советский писатель, 1991. — 320 с. — 10 000 экз. — ISBN 5-265-01282-6
- Стихотворения. Поэма. — М.: Виртуальная галерея, 2005. — 608 с.
- Стихотворения 1920-х годов. — М.: Виртуальная галерея, 2009. — 304 с.

### Стихи
- Георгий Оболдуев на сайте «Неофициальная поэзия»
- Строфы из поэмы «Я видел» в сетевом журнале «Русский переплет»
- Стихи на сайте «Поэзия Московского Университета»
- Георгий Оболдуев на сайте «Век перевода»

### Другие материалы
- Биография на сайте «Поэзия Московского Университета».
- Юрий Нечипоренко. Денди и Дервиш (О поэзии Георгия Оболдуева).
- Юрий Нечипоренко. Персонажи Оболдуева// Русский журнал, 22 февр 2007.
- Андрей Урицкий. Биография стиха // «Дружба народов», № 8, 2006.
- Ирина Роднянская. На натянутом канате (о поэзии Георгия Оболдуева) // «Арион», № 4, 2006, с. 89-102.
- Данила Давыдов. Рецензия на книгу «Стихотворения. Поэма». // Критическая масса, № 1, 2006.
- Айги Г. Судьба подпольной поэзии Георгия Оболдуева.